# Multiplayer online battle arena
Multiplayer online battle arena (MOBA) – gra komputerowa będąca podgatunkiem strategicznych gier czasu rzeczywistego z ograniczoną liczbą graczy. Gracze często dzielą się na dwie drużyny, które walczą ze sobą na arenie. Termin został wymyślony przez studio Riot Games przy okazji premiery ich gry – League of Legends. Pierwszym przedstawicielem gatunku była modyfikacja do gry StarCraft zatytułowana Aeon of Strife, a pierwszą samodzielną produkcją gra Demigod studia Gas Powered Games. Przedstawiciele firmy Valve Corporation w odniesieniu do gier z tego gatunku stosują nazwę „action real-time strategy” (ARTS).